# 미야자키 레이카
미야자키 레이카(일본어: 宮崎 麗香, みやざき れいか, 본명같음・미들네임：Marianna(마리안나), 1988년 2월 3일 ~ )는 일본의 모델, 탤런트이다. 펄소속이다.

## 인물
조치 대학 국제교양학부재학 중이다.
친아버지는 전 조선일보 일본 지사장, 일본 민주당의 참의원 의원 하쿠 신쿤이다. 부모는 이혼했으며, 미야자키(宮崎)성은 어머니의 성이다.
미국의 귀국자녀로 영어를 잘 한다. 실용 영어 기능 시험1급 우량상, 국제연합 실용 영어 기능 시험특A급을 취득해있다. 미국의 텔레비전 드라마 『The Hills』(시즌3, 제19화)의 34분10초전후의 사교계신에 출연했다.
2007년도 준미스소피아에 선출되다. 동년 파리사교계로 데뷔。
iPhone 4를 애용하고 있다.

## 참고 문헌
1. ↑  2010年9月15日放送回『イチハチ』の企画「お坊ちゃまお嬢さま育ち芸能人No.1決定戦SP!」でその映像が紹介された